# Cartaletis fusciventris
Cartaletis fusciventris är en fjärilsart som beskrevs av M.Gaede 1917. Cartaletis fusciventris ingår i släktet Cartaletis och familjen mätare. Inga underarter finns listade i Catalogue of Life.